# Batalha do Imera
A Batalha do Imera foi travada em 212 a.C., durante a Segunda Guerra Púnica, entre um exército greco-cartaginês, comandado por Epicida, Hanão e Mutina, e um exército romano, conduzido pelo procônsul Marco Cláudio Marcelo. O resultado foi uma importante vitória para a campanha romana na Sicília.

## Contexto
Em 213 a.C. depois dos dramáticos desenvolvimentos no cerco de Siracusa, no cerco de Taranto e em outras cidades da Magna Grécia (como Metaponto e Túrios) pareciam ter novamente ter dado a vantagem aos cartagineses, gerando novas dores de cabeça para os romanos. Em Siracusa, depois do assassinato de Hierão II, a nova república foi imediatamente assolada por violentas disputas entre as facções que acabaram em vitória para o grupo pró-Cartago; os dois enviados de Aníbal, Hipócrates e Epicida assumiram o poder e rapidamente a guerra explodiu em toda a Sicília, sobretudo depois do comportamento brutal de Marco Cláudio Marcelo, que chegou à ilha com uma legião para reforçar as guarnições romanas, mas acabou reagindo aos atos de resistência destruindo e saqueando Leontini. Siracusa foi cercada por terra e por mar pelas forças combinadas de Cláudio Marcelo e Ápio Cláudio Pulcro, mas os primeiros assaltos foram repelidos sobretudo por causa das extraordinárias máquinas de guerra projetadas por Arquimedes. O cerco se prolongou enquanto a guerra na ilha se intensificou com a chegada de um exército cartaginês liderado por Himilcão, que conseguiu conquistar Agrigento. Um ataque naval da frota cartaginesa de Bomílcar não teve sucesso, mas os romanos assumiram o controle de grande parte da Sicília central depois de ter interrompido, com extrema brutalidade, uma revolta em Enna.
A conclusão da guerra na Sicília só aconteceu, depois que os romanos conquistaram vinte e seis cidades, entre as quais a própria cidade de Siracusa pelas forças de Cláudio Marcelo. Siracusa — não mais um reino aliado — foi incorporada à província da Sicília, tornando-se a capital provincial. Poucos dias antes da queda da cidade, Tito Otacílio Crasso cruzou de Lilibeu até Útica, no território cartaginês no norte da África, com 80 quinquerremes e, invadindo o porto da cidade pela manhã, se apoderaram de numerosos navios carregados de alimentos. Suas forças desembarcaram e saquearam todo o território vizinho da cidade cartaginesa, retornando à cidade de Lilibeu dois dias depois com 130 navios carregados de cereais e de todo o tipo de butim. Estes cereais foram enviados a Siracusa para evitar que fome pudesse ameaçar vencidos e vencedores depois do duro cerco.

## Casus belli
Depois da queda de Siracusa, foram à Siracusa embaixadores de toda a Sicília para se encontrar com Cláudio Marcelo. As cidades que, antes da conquista de Siracusa, se renderam ou jamais haviam abandonado a causa romana, foram recebidas com honrarias como aliados fieis; as que, por outro lado, só haviam se rendido depois da captura, foram obrigadas a aceitar duras condições de paz. Foi por conta disto que algumas regiões da Sicília permaneceram em guerra contra Roma, como a região de Agrigento, onde Epicida e Hanão montaram uma resistência sob o comando de um novo comandante líbio-cartaginês, nativo de Ippacra, chamado Mutina, que Aníbal havia enviado para a posição de Hipócrates.
Os dois comandantes, o cartaginês e o siracusano, restritos aos muros de Agrigento, ousaram sair da cidade e armaram um acampamento perto do rio Imera. Tão logo a notícia chegou a Cláudio Marcelo, o procônsul romano marchou com seu exército e se posicionou a uma distância de cerca de quatorze milhas do inimigo (cerca de 21 quilômetros), esperando para entender os planos dos cartagineses.

## Batalha
Mutina, assumindo a iniciativa, cruzou o rio subitamente e se lançou contra a vanguarda dos romanos, gerando um grande terror e confusão. Um dia depois, já num combate quase regular, conseguiu repelir os romanos. Lívio conta que, pouco depois, ele foi obrigado a voltar ao seu acampamento por causa de uma revolta entre os númidas, que, em número de quase trezentos, haviam se retirado para Heracleia Minoa. Mutina partiu para sufocar a revolta e deixou ordens para que Epicida e Hanão não atacassem os romanos em sua ausência. Porém, Hanão, que invejava as glórias de Mutina, convenceu o hesitante Epicida a atravessar o rio e se juntar a ele em combate. Ambos temiam que, se esperassem Mutina, a glória seria toda dele.
Marcelo, julgando indigno o fato de ceder a um inimigo  que já havia vencido por terra e por mar, ordenou que seus soldados saíssem do acampamento e se colocassem em ordem de batalha. Dez númidas chegaram a galope do acampamento inimigo para anunciar ao procônsul que não participariam da batalha, tanto por que trezentos deles já haviam se retirado em sedição para Heracleia quanto por que seu comandante, Mutina, havia sido enviado em missão no próprio dia da batalha pelos outros comandantes, invejosos de sua glória. Eles manteriam, desta forma, sua palavra.
Os romanos foram encorajados pelas notícias de que o inimigo não teria cavalaria enquanto que os gregos e cartagineses ficaram surpresos e atemorizados pela falta do apoio de grande parte de suas forças, especialmente de se verem na situação de terem que enfrentar um ataque de sua própria cavalaria. A batalha que se seguiu teve pouca importância e foi decidida logo depois do primeiro grito de guerra, na primeira carga.

## Consequências
Os númidas, firmes em suas alas durante o ataque, apenas observaram seus companheiros em retirada e se uniram a eles na fuga, mas, quando viram que todos corriam desordenadamente para Agrigento, dispersaram para várias cidades vizinhas para evitar se verem cercados pelos romanos. Muitos milhares foram mortos, 6 000 foram aprisionados, assim como oito elefantes. Esta foi a última batalha de Cláudio Marcelo na Sicília, que depois retornou para Roma para celebrar seu triunfo.